# جام خوان گمپر ۲۰۲۰
جام خوان گمپر ۲۰۲۰، ۵۵مین نسخه از جام خوان گمپر بود، مسابقه دوستانه سالانه فوتبال که در تابستان هر سال برگزار می‌شود. تیم اسپانیایی و میزبان بارسلونا در ورزشگاه نیوکمپ در بارسلون با تیم اسپانیایی الچه روبرو شد.
بارسلونا با پیروزی ۱–۰ برابر الچه، فاتح این جام شد.